# Supershitty to the Max!
Supershitty to the Max! es el álbum debut de la banda sueca de rock The Hellacopters, lanzado en el año 1996 con las compañías discográficas White Jazz Records y Toy's Factory, y reeditado en noviembre de 1998 por Man's Ruin Records con diferente portada.
A pesar de que se grabó en un periodo corto de tiempo, a penas 26 horas en febrero de 1996, el álbum ganó un Grammy sueco al mejor álbum de hard rock nacional de ese año, y fue el comienzo de lo que se denominaría la «ola escandinava» junto a bandas como Turbonegro, Backyard Babies o Gluecifer.

## Lista de canciones
Todas las canciones están compuestas por The Hellacopters, excepto donde se indica otra cosa.
1. "" (original de New York Dolls) (Solo en el disco de vinilo) - 3:32

Todas las canciones escritas y compuestas por The Hellacopters. 
| N.º    | Título                         | Duración |  |
| 1.     | «(Gotta Get Some Action) NOW!» | 3:16     |  |
| 2.     | «24h Hell»                     | 1:33     |  |
| 3.     | «Fire Fire Fire»               | 1:31     |  |
| 4.     | «Born Broke»                   | 4:13     |  |
| 5.     | «Bore Me»                      | 3:18     |  |
| 6.     | «Tab»                          | 5:32     |  |
| 7.     | «How Could I Care»             | 3:52     |  |
| 8.     | «Didn't Stop Us»               | 1:46     |  |
| 9.     | «Random Riot»                  | 1:44     |  |
| 10.    | «Fake Baby»                    | 2:59     |  |
| 11.    | «Ain't No Time»                | 2:56     |  |
| 12.    | «Such a Blast»                 | 2:11     |  |
| 13.    | «Spock in My Rocket»           | 6:09     |  |
| 41 min |                                |          |  |

| Bonus Track en la edición de Toy's Factory (Japón) |          |              |          |  |
| N.º                                                | Título   | Escritor(es) | Duración |  |
| 14.                                                | «Bullet» | The Misfits  | 1:36     |  |

| Bonus track en la edición en vinilo |                 |                |          |  |
| N.º                                 | Título          | Escritor(es)   | Duración |  |
| 6.                                  | «It's Too Late» | New York Dolls | 3:32     |  |

## Créditos
- Robert Hellacopter - Batería, voz, maracas
- Kenny Hellacopter - Bajo, voz
- Åsk-Dregen - Guitarra, voz, pandereta
- Nicke Hellacopter - Voz, guitarra, maracas
- Boba Fett - Piano

Con:
- Peder Criss - Armónica
- Hans Östlund - Guitarra en "Ain't No Time"
- Nick Vahlberg - Voz en "How Could I Care"